# Selemadeg (plaats)
Selemadeg is een bestuurslaag in het regentschap Tabanan van de provincie Bali, Indonesië. Selemadeg telt 2329 inwoners (volkstelling 2010).